# Piszczałki

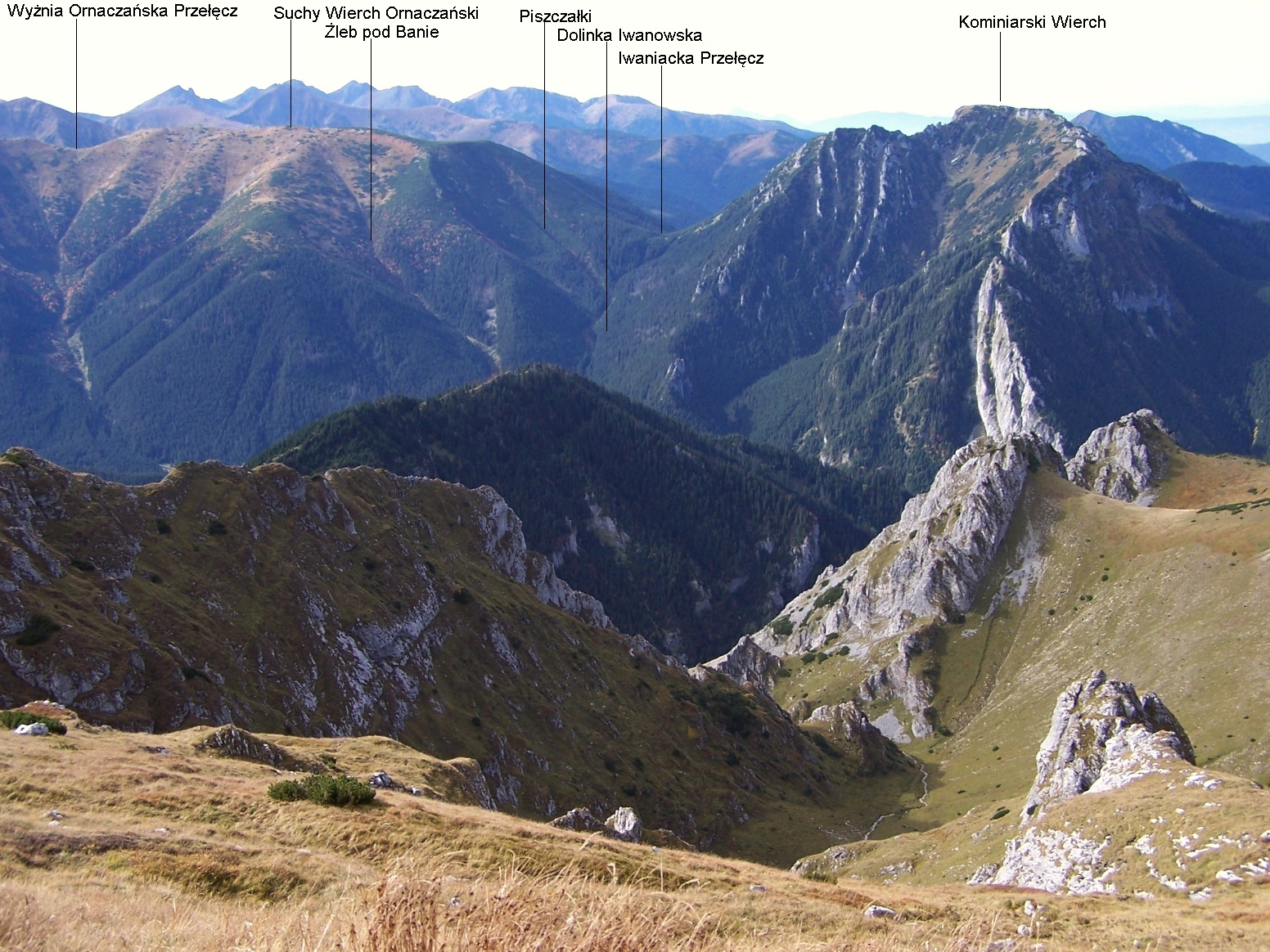
Widok spod Chudej Przełączki

Piszczałki – dwa żleby na północno-wschodnich stokach Suchego Wierchu Ornaczańskiego w Tatrach Zachodnich. Opadają w północno-wschodnim kierunku do górnej części Dolinki Iwanowskiej i na wysokości około 1300 m uchodzą wspólnym ujściem do jej dna. Obydwoma żlebami spływają źródłowe cieki Iwanowskiego Potoku. Przeciwległym stokiem dolinki, niewysoko nad dnem potoku prowadzi żółty szlak turystyczny od schroniska PTTK na Hali Ornak na Iwaniacką Przełęcz.
Na mapach żlebem Piszczałki zwykle określa się tylko górny z dwóch żlebów.